# Tremopora ovalis
Tremopora ovalis är en mossdjursart som beskrevs av Canu och Bassler 1929. Tremopora ovalis ingår i släktet Tremopora och familjen Hiantoporidae. Inga underarter finns listade i Catalogue of Life.